# SAMURAI GIRLS/ワイドルセブン
「SAMURAI GIRLS/ワイドルセブン」（サムライガールズ/ワイドルセブン）は、日本の女性アイドルグループ『アップアップガールズ（仮）』の両A面CDシングルである。2013年9月4日に発売された。
両曲ともアップアップガールズ（仮）らしい「戦闘的な楽曲」となっている。

## 背景
前作のシングル「サマービーム!/アップアップタイフーン」から1ヶ月強の間隔を空けてのリリースである。本作品はT-Palette Recordsへの移籍後7枚目のシングルで、2013年6枚目のシングルとなる。なお、移籍前に7枚のシングルをアップフロントワークスよりリリースしており、通算すると14枚目のシングルになる。

## 録音、制作
2013年7月15日ごろ、アップアップガールズ（仮）のメンバーの関根梓が「SAMURAI GIRLS」のレコーディングを行った。今回、関根と佐保明梨の2人にはソロのラップのパートがあり、同曲の作詞・作曲・編曲を担当したmichitomoは「関根佐保関根佐保って交互に来る」と説明している。関根はラップ以外のパートでは問題なくレコーディングを進めていったが、ラップ部分では、1フレーズを収録するのにかかる所要時間が30分という状況で、予定時間内にレコーディングを終わらせることができなかった。その後、3日後に関根はレコーディングを終えた。michitomoは関根のラップについて「（ラップは）しゃべりじゃないから、どうしても関根さんしゃべりになっちゃう」と指摘した。また、佐保もラップ部分のレコーディングでは苦労したという。

## リリース
2013年7月30日、T-Palette Recordsはアップアップガールズ（仮）が9月4日にCDシングル「SAMURAI GIRLS/ワイドルセブン」をリリースすることを発表した。また同時に、同CDシングルのジャケット写真が公開された。同ジャケット写真はメンバーが刀を持っているものであり、侍を意識したものになっている。
8月3日、「SAMURAI GIRLS」を含むアルバム『夏フェス参戦記念!8/3「ROCK IN JAPAN FESTIVAL 2013」セットリストアルバム』の配信が開始された。同曲は、8月10日に配信が開始されたアルバム『夏フェス参戦記念!8/10「IDOL NATION 2013」セットリストアルバム』にも収録されている。8月24日には、iTunes Storeにて「ワイドルセブン」の配信が開始された。
9月3日にはフラゲ日を迎え、当CDシングルの販売が始まった。9月4日には発売日を迎えた。
翌2014年2月19日には「SAMURAI GIRLS」「ワイドルセブン」を収録したアルバム『セカンドアルバム（仮）』が発売された。同アルバムの初回限定盤のDisc2には「SAMURAI GIRLS（★STAR GUiTAR Remix）」「ワイドルセブン（y0c1e Remix）」が収録されている。

## 音楽と歌詞
「SAMURAI GIRLS」は、「戦う姿勢」を見せる今のアップアップガールズ（仮）自身のことを歌った歌である。曲調はEDMで、アップアップガールズ（仮）が以前にリリースしたEDM曲「UPPER ROCK」と比較すると「LIVEを意識」した楽曲となっている。メンバーの佐保明梨は「“THE 戦い”というイメージ」と語り、振り付けも「マイクを刀に見立て」たものになっている。また、アップアップガールズ（仮）は1年前に「なめんな!アシガールズ」をリリースしており、この1年で足軽から侍になった。メンバーの佐藤綾乃はこれを「進化」と表現しており、出嶌孝次は「立身」と表現している。
「ワイドルセブン」の歌詞は「弱い自分」や、自分自身の夢を実現しようとしない人に対して説教する内容になっている。また、作詞したオノダヒロユキによれば、「ワイドルセブン」とは「ワイルドなアイドル7人」を意味するという。曲調はロックなゲームミュージックで、振り付けにもメンバーの森咲樹がゲームのコントローラーで他メンバーを操るような場面が含まれている。

## プロモーション
2013年9月3日、ダイバーシティ屋外フェスティバル広場でリリースイベントを行った。翌4日、タワーレコード渋谷店・新宿店で、恒例となったCDの手売りを行った後、マルイシティ渋谷の店頭にてリリースイベントを行った。5日は、池袋PARCO本館の屋上のステージにてリリースイベントを行った。6日は、池袋サンシャインシティ噴水広場にてリリースイベントを行い、「ワイドルセブン」「SAMURAI GIRLS」「チョッパー☆チョッパー」「アッパーカット!」を披露した。

## 批評
出嶌孝次は、「SAMURAI GIRLS」について「“UPPER ROCK”を優に超えるエッジーな振動を鎧にして、7人のアグレッシヴな格好良さを最大限に引き出しています。」と批評している。一方、「ワイドルセブン」については「コミック「ワイルド7」に着想を得たものでしょう」とした上で「（作曲・編曲のmochilon）らしくキャッチーで可愛げのあるチップチューン」と批評している。

## ミュージック・ビデオ
「SAMURAI GIRLS」はミュージック・ビデオが作成されている。監督はVJのホンマカズキ。ホンマカズキとは以前「2.5D頂上決戦！二戦目：アップアップガールズ（仮） × 三毛猫ホームレス（mochilon＋hironica） × ホンマカズキ」で共演し、アップアップガールズ（仮）のメンバーはそこで「MV作ってください!!」と依頼したという経緯があった。
8月4日、ミュージック・ビデオの撮影が行われた。同撮影では、刀を持って撮影するシーンもあった。8月7日にLASERver.がYouTubeにて公開され、8月27日に「SAMURAI GIRLS」のミュージック・ビデオが公開された。

## ライヴ・パフォーマンス
2013年7月29日、「SAMURAI GIRLS」のダンスレッスンが行われた。翌30日、アップアップガールズ（仮）は、2.5Dで行われた「2.5D決戦!! 〜夏の陣〜 アップアップガールズ（仮）× PandaBoY × michitomo × UKYO Inaba」に出演し「SAMURAI GIRLS」を初披露した。8月1日には、同曲の振り付けがリニューアルされた。それ以降、ROCK IN JAPAN FESTIVAL 2013を含めた、同年夏のほとんどのイベントで「SAMURAI GIRLS」を披露した。
8月26日、「ワイドルセブン」の振り入れが行われた。8月31日、アップアップガールズ（仮）は、横浜BLITZにて「アップアップガールズ（仮）1stライブハウスツアー アプガ第二章（仮）開戦〜横浜リベンジ決戦〜」を開催し「ワイドルセブン」を初披露した。

## 規格と収録曲
| #  | タイトル           | 作詞 | 作曲・編曲 | 時間 |
| -- | ------------------ | ---- | ---------- | ---- |
| 1. | 「ワイドルセブン」 |      |            | 4:18 |

| #         | タイトル                         | 作詞           | 作曲      | 編曲      | 時間  |
| --------- | -------------------------------- | -------------- | --------- | --------- | ----- |
| 1.        | 「SAMURAI GIRLS」                | michitomo      | michitomo | michitomo | 4:26  |
| 2.        | 「ワイドルセブン」               | オノダヒロユキ | mochilon  | mochilon  | 4:18  |
| 3.        | 「SAMURAI GIRLS(Instrumental)」  |                | michitomo | michitomo | 4:26  |
| 4.        | 「ワイドルセブン(Instrumental)」 |                | mochilon  | mochilon  | 4:16  |
| 合計時間: | 合計時間:                        | 合計時間:      | 合計時間: | 合計時間: | 17:28 |

## リリース日一覧
| 地域 | リリース日    | レーベル          | 規格                                          | カタログ番号 |
| ---- | ------------- | ----------------- | --------------------------------------------- | ------------ |
| 日本 | 2013年8月3日  | T-Palette Records | デジタル・ダウンロード 「SAMURAI GIRLS」のみ  | -            |
| 日本 | 2013年8月24日 | T-Palette Records | デジタル・ダウンロード 「ワイドルセブン」のみ | -            |
| 日本 | 2013年9月4日  | T-Palette Records | マキシシングル                                | TPRC-0053    |